# Лесениці
Лесениці (словац. Lesenice) — село, громада округу Вельки Кртіш, Банськобистрицький край, центральна Словаччина, регіон Новоград. Кадастрова площа громади — 7,39 км².
Населення 507 осіб (станом на 31 грудня 2017 року).

## Історія
Лесениці вперше згадується в 1244 році.

## Населення
| Рік:            | 1994. | 2004.   | 2014.   | 2024.   |
| --------------- | ----- | ------- | ------- | ------- |
| Кількість осіб: | 537   | 538     | 511     | 485     |
| Різниця:        |       | +0,18 % | -5,01 % | -5,08 % |

| Рік:            | 2023. | 2024.   |
| --------------- | ----- | ------- |
| Кількість осіб: | 484   | 485     |
| Різниця:        |       | +0,20 % |